# Brachythele speculatrix
Brachythele speculatrix là một loài nhện trong họ Nemesiidae.
Brachythele speculatrix được Kulczyński miêu tả năm 1897.